# Arabis tibetica
Arabis tibetica är en korsblommig växtart som beskrevs av Joseph Dalton Hooker och Thomas Thomson. Arabis tibetica ingår i släktet travar, och familjen korsblommiga växter. Inga underarter finns listade i Catalogue of Life.